# Charles Edward Griswold
Pour les articles homonymes, voir Griswold.
Charles Edward Griswold est un arachnologiste américain, spécialiste de la phylogénie des araignées.

## Biographie
Charles Edward Griswold travaille à la California Academy of Sciences.

## Quelques taxons décrits
- Afrilobus australis
- Afrilobus capensis
- Afrilobus jocquei
- Afrilobus
- Alaranea
- Azanialobus lawrencei
- Buibui
- Darkoneta
- Goloboffia
- Ilisoa
- Isicabu
- Kubwa
- Kubwa singularis
- Lordhowea
- Lordhowea nesiota
- Pembatatu
- Pokennips
- Scharffia nyasa
- Scharffia
- Ubacisi
- Ubacisi capensis
- Ulwembua
- Umwani anymphos
- Umwani
- Uvik
- Uvik vulgaris
- Vazaha
- Vazaha toamasina
- Wanzia
- Wanzia fako